# Los delincuentes (película de 2023)
Los delincuentes es una película de 2023 de robo y comedia dramática escrita y dirigida por Rodrigo Moreno y producida por Ezequiel Borovinsky. Está protagonizada por Esteban Bigliardi y Daniel Elías. De coproducción entre Argentina, Brasil, Chile y Luxemburgo, fue filmada en Argentina.
La película fue seleccionada para participar en la sección oficial en competencia Un Certain Regard en el Festival Internacional de Cine de Cannes de 2023. A su vez también formó parte del programa del Festival Internacional de Cine de Nueva York de 2023 en la Selección oficial y del Festival Internacional de Cine de Toronto de 2023 en la sección Centrepiece. Además fue elegida como la candidata argentina a Mejor Película Internacional en la 96ª edición de los Premios Oscar.

## Sinopsis
Román y Morán son empleados de una pequeña sucursal bancaria en Buenos Aires. Con la única intención de dejar atrás una rutina que los hunde día a día en una existencia cada vez más gris, Morán, en colaboración con su compañero, lleva a cabo un audaz plan: robar del banco una suma de dinero equivalente a todos los sueldos que ganarían hasta jubilarse. 
Los dos amigos siguen llevando a cabo el plan hasta las últimas consecuencias.

## Reparto
Fuente:
- Daniel Elías cómo Morán
- Esteban Bigliardi como Román
- Margarita Molfino como Norma
- Germán de Silva como del Toro / Garrincha
- Laura Paredes como Laura Ortega
- Mariana Chaud como Marianela
- Cecilia Rainero como Morna
- Gabriela Saidón como Flor
- Javier Zoro Sutton como Ramón
- Lalo Rotavería como Isnardi
- Iair Said como Ivanchuk / Barrientos
- Agustín Toscano como Vespucio
- Fabián Casas como Maestro Zen
- León Moreno como León
- Aurora Moreno como Aurora
- Adriana Aizemberg como Clienta del Banco
- Pablo Plandolit como Guardia 1
- Jonathan Da Rosa como Carbajal
- Franco Antonio de la Puente como Toni
- Paulo da Silva Nunes como Crivilone
- Guillermo Ossana como Remisero
- Darío Quintero como Policía
- Facundo Gigena como Policía
- Natalí Carranza como Mujer policía
- Yessica Daina González Capello como Cajera
- Erasmo Colombo como Guardia 2

## Producción
Los delincuentes fue coproducida por Wanka Cine (Argentina), Les Films Fauves (Luxemburgo), Sancho&Punta (Brasil), Jirafa Films (Chile), Jaque Productora (Argentina) y Rizoma Films (Argentina). Filmada en locaciones de Buenos Aires y Córdoba, la historia de la película está libremente inspirada en Apenas un delincuente, cinta policíaca argentina dirigida por Hugo Fregonese (1949).

## Estreno

### Recepción de la crítica
Según el sitio web de agregación de críticas Rotten Tomatoes, Los delincuentes tiene un índice de aprobación del 87% basado en 31 reseñas, con una calificación media de 7,6/10. En Metacritic, la cinta posee una media ponderada de 84/100 basada en 10 críticas, indicando "aclamación universal".
Desde el medio británico The Guardian, la película recibió un puntaje perfecto de 5 estrellas sobre 5 comentando al respecto: «Si Pedro Almodóvar y Éric Rohmer se unieran para componer una larga y serpenteante película de atracos, podría ser así, pero hay algo en la extravagancia de la película que la hace muy difícil de encajar en el género de atracos, o en cualquier género. (...) Podría convertirse en un clásico de culto.»
Según el sitio estadounidense Variety, la cinta se ubica entre las 12 mejores películas estrenadas en la 76° edición del Festival de Cannes. En un top similar, la revista estadounidense Rolling Stone la ubicó en su top 10 de lo mejor visto en el festival, incluyendo a otra película argentina (Eureka de Lisandro Alonso). Lo mismo hicieron la revista The Hollywood Reporter al incluir a Los delincuentes entre las 20 mejores películas de Cannes 2023, el sitio web IndieWire al colocarla en su Top 14, y la revista británica Screen Daily al incluirla en su Top 12 de lo mejor visto en el certamen francés.

### Distribución
Tras su estreno en el Festival de Cannes de 2023, la película fue adquirida por MUBI, para su estreno en Estados Unidos, Canadá, Reino Unido, Irlanda, Italia, Países Bajos, Turquía, India y Latinoamérica. A su vez, Magnolia International, agente de ventas internacionales, cerró distribuciones en España (Filmin), Grecia (Weirdwave), Taiwán (Filmware), China (Hugoeast), Oriente Medio (Gulf), Portugal (Leopardo Filmes), Israel (New Cinema), y derechos aéreos a través de la aerolínea Anuvu. En Argentina fue estrenada en salas de cines el 26 de octubre de 2023.

## Premios y nominaciones

### Festivales
| Año  | Festival de Cine          | Fecha del evento                     | Categoría                                                           | Nominado         | Resultado     | Ref.   |
| ---- | ------------------------- | ------------------------------------ | ------------------------------------------------------------------- | ---------------- | ------------- | ------ |
| 2023 | Festival de Cannes        | 16 de mayo al 27 de mayo             | Un Certain Regard                                                   | Los delincuentes | Nominado      | [ 3 ]  |
| 2023 | Festival de Sydney        | 7 de junio al 18 de junio            | Features                                                            | Los delincuentes | Participación | [ 19 ] |
| 2023 | Festival de Karlovy Vary  | 30 de junio al 8 de julio            | Horizontes                                                          | Los delincuentes | Participación | [ 20 ] |
| 2023 | Festival de Jerusalén     | 13 de julio al 23 de julio           | Competencia Internacional                                           | Los delincuentes | Nominado      | [ 21 ] |
| 2023 | Festival de Jerusalén     | 13 de julio al 23 de julio           | Mención especial - Mejor reparto                                    | Los delincuentes | Ganador       | [ 21 ] |
| 2023 | Festival de New Horizons  | 20 de julio al 30 de julio           | Grand Prix: Mejor película                                          | Los delincuentes | Ganador       | [ 22 ] |
| 2023 | Festival de Melbourne     | 3 de agosto al 20 de agosto          | Internacional: Latinoamérica                                        | Los delincuentes | Participación | [ 23 ] |
| 2023 | Festival de Lima          | 10 de agosto al 18 de agosto         | Competencia Ficción                                                 | Los delincuentes | Nominado      | [ 24 ] |
| 2023 | Festival de Lima          | 10 de agosto al 18 de agosto         | Mejor dirección                                                     | Rodrigo Moreno   | Ganador       | [ 24 ] |
| 2023 | Festival de Lima          | 10 de agosto al 18 de agosto         | Crítica Internacional: Mejor película internacional                 | Los delincuentes | Ganador       | [ 24 ] |
| 2023 | Festival de Lima          | 10 de agosto al 18 de agosto         | Mención honrosa - APRECI a la mejor película en Competencia Ficción | Los delincuentes | Ganador       | [ 24 ] |
| 2023 | Festival de Nueva Zelanda | 10 de agosto al 27 de agosto         | Cannes Selects                                                      | Los delincuentes | Participación | [ 25 ] |
| 2023 | Festival de Toronto       | 7 de septiembre al 17 de septiembre  | Centrepiece                                                         | Los delincuentes | Participación | [ 4 ]  |
| 2023 | Festival de San Sebastián | 22 de septiembre al 30 de septiembre | Zabaltegi-Tabakalera                                                | Los delincuentes | Pendiente     | [ 26 ] |
| 2023 | Festival de Nueva York    | 29 de septiembre al 15 de octubre    | Selección oficial                                                   | Los delincuentes | Participación | [ 5 ]  |

### Ceremonias
| Año  | Premio                                            | Categoría                          | Nominado                                          | Resultado | Ref.          |
| ---- | ------------------------------------------------- | ---------------------------------- | ------------------------------------------------- | --------- | ------------- |
| 2024 | Premios de la Sociedad Internacional de Cinéfilos | Mejor película                     | Los delincuentes                                  | Nominado  | [ 27 ]        |
| 2024 | Premios Platino                                   | Mejor película iberoamericana      | Los delincuentes                                  | Nominado  | [ 28 ]        |
| 2024 | Premios Platino                                   | Mejor guion                        | Rodrigo Moreno                                    | Nominado  | [ 28 ]        |
| 2024 | Premios Platino                                   | Mejor dirección de montaje         | Manuel Ferrari, Nicolás Goldbart y Rodrigo Moreno | Nominados | [ 28 ]        |
| 2024 | Premios Platino                                   | Mejor dirección de fotografía      | Inés Duacastella y Alejo Maglio                   | Nominados | [ 28 ]        |
| 2024 | Premios Sur                                       | Mejor película                     | Los delincuentes                                  | Nominado  | [ 29 ] [ 30 ] |
| 2024 | Premios Sur                                       | Mejor dirección                    | Rodrigo Moreno                                    | Nominado  | [ 29 ] [ 30 ] |
| 2024 | Premios Sur                                       | Mejor actriz revelación            | Mariana Chaud                                     | Ganadora  | [ 29 ] [ 30 ] |
| 2024 | Premios Sur                                       | Mejor guion original               | Rodrigo Moreno                                    | Ganador   | [ 29 ] [ 30 ] |
| 2024 | Premios Sur                                       | Mejor fotografía                   | Inés Duacastella y Alejo Maglio                   | Ganadores | [ 29 ] [ 30 ] |
| 2024 | Premios Martín Fierro de Cine y Series            | Mejor película de cine             | Los delincuentes                                  | Nominado  | [ 31 ]        |
| 2024 | Premios Martín Fierro de Cine y Series            | Mejor dirección                    | Rodrigo Moreno                                    | Nominado  | [ 31 ]        |
| 2024 | Premios Martín Fierro de Cine y Series            | Mejor actriz de comedia            | Margarita Molfino                                 | Nominada  | [ 31 ]        |
| 2024 | Premios Martín Fierro de Cine y Series            | Mejor actor de comedia             | Daniel Elías                                      | Nominado  | [ 31 ]        |
| 2024 | Premios Martín Fierro de Cine y Series            | Mejor actor de comedia             | Esteban Bigliardi                                 | Nominado  | [ 31 ]        |
| 2024 | Premios Martín Fierro de Cine y Series            | Mejor actriz de reparto de comedia | Laura Paredes                                     | Nominada  | [ 31 ]        |
| 2024 | Premios Martín Fierro de Cine y Series            | Mejor actor de reparto de comedia  | Germán de Silva                                   | Nominado  | [ 31 ]        |
| 2024 | Premios Martín Fierro de Cine y Series            | Mejor actriz revelación            | Mariana Chaud                                     | Nominada  | [ 31 ]        |
| 2024 | Premios Martín Fierro de Cine y Series            | Mejor guion                        | Rodrigo Moreno                                    | Nominado  | [ 31 ]        |
| 2024 | Premios Martín Fierro de Cine y Series            | Mejor fotografía                   | Inés Duacastella y Alejo Maglio                   | Nominados | [ 31 ]        |
| 2024 | Premios Martín Fierro de Cine y Series            | Mejor sonido                       | Roberto Espinosa                                  | Nominado  | [ 31 ]        |